# Ghiacciaio Massey
Il ghiacciaio Massey è un ghiacciaio lungo circa 11 km situato nell'entroterra della costa di Borchgrevink, nella regione nord-occidentale della Dipendenza di Ross, in Antartide. In particolare, il ghiacciaio, il cui punto più alto si trova a circa 2450 m s.l.m., ha origine nella parte centrale dell'estremità sud-orientale dei monti dell'Ammiragliato e da qui fluisce verso sud-ovest, partendo dal versante sud-occidentale del picco Meier e scorrendo lungo il versante sud-orientale della cresta Wylie fino a unire il proprio flusso a quello del ghiacciaio Man-o-war in prossimità dell'estremità meridionale della suddetta cresta.

## Storia
Il ghiacciaio Massey è stato mappato per la prima volta dallo United States Geological Survey grazie a fotografie scattate dalla marina militare statunitense (USN) durante ricognizioni aeree e terrestri effettuate nel periodo 1960-63, e così battezzato dal comitato consultivo dei nomi antartici in onore di C. Stanton Messey, meteorologo di stanza alla base Amundsen-Scott nel 1968.